# Hyposoter coxator
Hyposoter coxator là một loài tò vò trong họ Ichneumonidae.